# Dieceza de Magdeburg

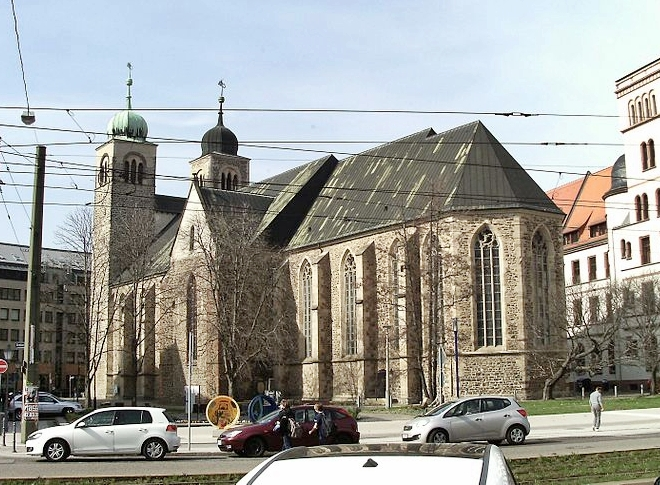
Catedrala Sf. Sebastian din Magdeburg

Dieceza de Magdeburg (în latină Dioecesis Magdeburgensis) este una dintre cele douăzecișișapte de episcopii ale Bisericii Romano-Catolice din Germania, cu sediul în orașul Magdeburg. Dieceza de Magdeburg se află în provincia mitropolitană a Arhidiecezei de Paderborn.

## Istoric
Arhiepiscopia a fost fondată în anul 968 de către împăratul Otto I pentru a răspândi creștinismul în teritoriile din est. Principalele nuclee au fost Huysburg și Magdeburg. Zona ce se afla sub jurisdicția ei era relativ mică, cuprinzând și unele districte slave (Serimunt, Nudizi, Neletici, Nizzi), precum și o parte din nordul Turingiei. Cu toate acestea arhidieceza a primit și câteva sufragane ca Merseburg și Meissen. Primul arhiepiscop a fost Adalbert de Magdeburg (d. 981), un misionar care a activat în teritoriile slave din est, inclusiv în Rusia Kieveană. Printre alți arhiepiscopi celebri s-au numărat Werner (1063-1078), ucis în lupta cu împăratul Henric al IV-lea, și Norbert de Xanten (1080-1134), fondatorul Ordinul Premonstratens în anul 1124.
De-a lungul timpului arhiepiscopia a devenit din ce în ce mai înstărită, îmbogățindu-se considerabil. Acest fapt a dus la construirea Catedralei din Magdeburg și la implicarea arhiepiscopilor în treburile politice, fapt care a generat de multe ori conflicte cu nobilii și împărații, precum și cu burghezia și cu țăranii.
Un celebru arhiepiscop de Magdeburg a fost cardinalul Albrecht de Brandenburg (1513-1545), care a deținut în același timp și funcția de arhiepiscop de Mainz. El a obținut de la papa Leon al X-lea permisiunea de a vinde indulgențe în diecezele sale, pentru a se îmbogăți, o parte din bani fiind trimiși la Roma. Acest fapt a cauzat numeroase nemulțumiri, Arhiepiscopia de Magdeburg fiind locul de unde a izbucnit Reforma Protestantă declanșată de Martin Luther în anul 1517 în Wittenberg. Reforma a cauzat grave probleme și tulburări politice și religioase în cadrul arhiepiscopiei, în cele din urmă în ciuda rezistenței unor ierarhi de a stopa protestantismul, dieceza este secularizată, iar consiliul bisericesc și marea majoritate a enoriașilor adoptă luteranismul în anul 1567. Catolicii din fosta dieceză sunt trecuți sub autoritatea Arhiepiscopiei de Köln până în 1670, apoi sub cea a Vicariatului Apostolic al Misiunilor din Nord. 
În anul 1821 zona a fost trecută sub jurisdicția Arhiepiscopiei de Paderborn. În anul 1994 a fost reînființată Episcopia de Magdeburg ca sufragană a Arhidiecezei de Paderborn.